# Northrop Frye
Northrop Frye (Sherbrooke, Quebec, 14 de juliol de 1912- Toronto, 23 de gener de 1991) és un crític literari quebequès que va començar dins les files de l'estructuralisme, el qual va aplicar a la teoria literària. Ha estat professor universitari al Canadà i una de les principals influències de crítics com Harold Bloom. La seva obra més coneguda és Anatomy of Criticism (1957). Posteriorment va derivar cap a posicions més properes a la semiòtica.

## Idees principals
Frye pensa que la majoria d'obres estan bastides amb unes estructures que corresponen als arquetips de trama, personatge i estil. Aquests arquetips són comuns a moltes cultures i van més enllà de la ideologia de cada crític, per tant permeten jutjar una obra i entendre-la sense caure en el subjectivisme.
Seguint les idees poètiques d'Aristòtil, separa les obres segons tres modes (tràgic, còmic i temàtic) i divideix la història de la literatura en cinc edats segons el predomini d'una manera d'escriure o una altra. Així, l'Edat Antiga correspon a les obres relacionades amb la mitologia, després triomfa el romanticisme (com a actitud estètica i no equivalent al moviment del segle xix), segueix una època basada en la imitació dels clàssics per acabar, en la post-modernitat, en una era on la ironia omple la manera de concebre el mateix art. Cada cultura segueix aquest cicle en diferents moments històrics.
Identifica els grans gèneres amb les estacions de l'any. Així, la comèdia clàssica s'associa amb la primavera, ja que l'heroi acaba renaixent després de l'adversitat, l'obra acaba bé, amb un cant a la vida. Les obres d'amor es lliguen amb l'estiu, la plenitud de les estacions, ja que són llibres que culminen amb la trobada de la parella, que il·lumina tota la resta de personatges. La tragèdia s'assembla a la tardor per la caiguda del protagonista i el final infeliç. La sàtira és similar a l'hivern per la falta de vida pròpia i el desencant i distanciament que hi apareixen.

## Obres
El següent llistat de les seves obres conté els volums inclosos a Collected Works of Northrop Frye, un projecte actual sota la direcció d'Alvin A. Lee.
- Fearful Symmetry
- Anatomy of Criticism
- The Educated Imagination
- Fables of Identity
- T. S. Eliot
- The Well-Tempered Critic
- A Natural Perspective: The Development of Shakespearean Comedy and Romance
- The Return of Eden: Five Essays on Milton's Epics
- Fools of Time: Studies in Shakespearean Tragedy
- The Modern Century
- A Study of English Romanticism
- The Stubborn Structure: Essays on Criticism and Society
- The Bush Garden: Essays on the Canadian Imagination
- The Critical Path: An Essay on the Social Context of Literary Criticism
- The Secular Scripture: A Study of the Structure of Romance
- Spiritus Mundi: Essays on Literature, Myth, and Society
- Northrop Frye on Culture and Literature: A Collection of Review Essays
- Creation and Recreation
- The Great Code: The Bible and Literature
- Divisions on a Ground: Essays on Canadian Culture
- The Myth of Deliverance: Reflections on Shakespeare's Problem Comedies
- Harper Handbook to Literature (amb Sheridan Baker and George W. Perkins)
- On Education
- No Uncertain Sounds
- Myth and Metaphor: Selected Essays
- Words with Power: Being a Second Study of The Bible and Literature
- Reading the World: Selected Writings
- The Double Vision of Language, Nature, Time, and God
- A World in a Grain of Sand: Twenty-Two Interviews with Northrop Frye
- Reflections on the Canadian Literary Imagination: A Selection of Essays by Northrop Frye
- Mythologizing Canada: Essays on the Canadian Literary Imagination
- Northrop Frye on Shakespeare
- Northrop Frye in Conversation (entrevista amb David Cayley)
- The Eternal Act of Creation
- Collected Works of Northrop Frye
- Northrop Frye on Religion